# Лі Юньці
Лі Юньці  (кит.: 李 昀琦, 28 серпня 1993) — китайський плавець, олімпійський медаліст.

## Виступи на Олімпіадах
| Олімпіада   | Дисципліна                            | Місце |
| ----------- | ------------------------------------- | ----- |
| Лондон 2012 | плавання на 200 метрів вільним стилем | 23    |
| Лондон 2012 | естафета 4 × 200 вільним стилем       | 3     |